# Carlos Domínguez Rodríguez
Carlos Domínguez Rodríguez est un journaliste mexicain, assassiné le 13 janvier 2018 à l'âge de 77 ans.

## Biographie
Carlos Domínguez Rodríguez était salarié du journal El Diario de Nuevo Laredo publié à Nuevo Laredo jusqu'aux mois précédant sa mort, ; il contribuait toujours au quotidien Noreste Digital et au site d'information Horizonte de Matamoros,. Sa carrière de journaliste s'étend sur une quarantaine d'années et il est réputé pour son indépendance et ses articles critiques concernant certains élus locaux.
Le journaliste est assassiné le 13 janvier 2018 de 21 coups de couteau par deux assaillants alors qu'il patiente en voiture à un feu de circulation dans la ville de Nuevo Laredo, accompagné de sa fille (indemne). Deux jours auparavant, il publiait un article pour Horizonte de Matamoros intitulé « La violence fait trembler le sol mexicain en période électorale » (cf. élections fédérales mexicaines de 2018), dans lequel il critiquait les insuffisances de la politique de sécurité du gouvernement fédéral et dénonçait les propos de la maire de la ville de San Nicolás de los Garza, accusée de « se défouler sur les journalistes qui dénonçent [sic] ses énormes défaillances »,.
La directrice générale de l'Organisation des Nations unies pour l'éducation, la science et la culture (Unesco) condamne publiquement le meurtre du journaliste.
Carlos Domínguez Rodríguez avait également un fils, lequel se rend aux États-Unis en mars 2018 pour rencontrer le membre de la chambre des représentants Adam Schiff afin que la diplomatie américaine s'enquière auprès du Mexique de l'avancée de l'enquête sur le meurtre de son père.
Fin août 2018, son assassinat n'est pas élucidé. Le Comité pour la protection des journalistes estime que le commanditaire est probablement un représentant de l'État.